# اچ‌ام‌ان‌زداس روتویتی (۲۰۰۷)
اچ‌ام‌ان‌زداس روتویتی (۲۰۰۷) (به انگلیسی: HMNZS Rotoiti (2007)) یک کشتی است که طول آن ۵۵ متر (۱۸۰ فوت ۵ اینچ) می‌باشد. این کشتی در سال ۲۰۰۷ ساخته شد.